# Raionul Poltava (pre-2020), Poltava
Poltava (în ucraineană Полтавський район, transliterat: Poltavskîi raion) este un raion în regiunea Poltava, Ucraina. Reședința sa este orașul regional Poltava, care nu aparține raionului.

## Demografie
Componența lingvistică a raionului Poltava
     Ucraineană (93,81%)
     Rusă (5,74%)
     Alte limbi (0,19%)
Conform recensământului din 2001, majoritatea populației raionului Poltava era vorbitoare de ucraineană (93,81%), existând în minoritate și vorbitori de rusă (5,74%).